# Новопівнічна вулиця (Житомир)
Новопівнічна вулиця — вулиця в Богунському районі міста Житомира.     

## Характеристики

### Розташування
Розташована у північно-західній частині Старого міста. Західна частина вулиці — в урочищі Сурина гора. Бере початок з вулиці Перемоги, прямує на захід та завершується на перехресті 1-го Винокурного провулка з вулицею Маликова.             
Новопівнічна вулиця має перехрестя з вулицею Котляревського. Перехрестям з Новопівнічною вулицею завершуються: вулиця Чехова, 1-й Метеорологічний провулок. Від Новопівнічної вулиці беруть початок 1-й та 2-й Новопівнічний провулки.     

### Транспорт
Ділянка вулиці між вулицями Перемоги й Чехова являє собою вузьку односмугову дорогу з відсутніми хідниками. На решті ділянки вулиця є двосмуговою з влаштованими тротуарами. На ділянці між вулицею Чехова та 1-м Винокурним провулком курсують тролейбус та маршрутні таксі.     

### Забудова
На вулиці переважає садибна житлова забудова побудови від ХІХ століття (початок вулиці) до другої половини ХХ ст. (кінець вулиці). На початку вулиці зустрічається малоповерхова (до 2-х поверхів).      

## Історія
Новопівнічна вулиця запроєктована згідно з Генеральним планом 1827 року як вулиця Північна, яка мала оминати усе місто з північного заходу та півночі й з'єднувати Західну вулицю зі Східною вулицею та перетинатись з вулицями, що нині відомі як Короленка, Перемоги та Покровська. Нинішня Новопівнічна вулиця згідно з проєктом являла собою відрізок Північної вулиці у західному напрямі (в напрямку Рудні).      
Забудова вулиці почала формуватися у другій половині ХІХ ст.
До кінця ХІХ ст. Новопівнічна вулиця та її забудова сформувалися від вулиці Перемоги до вулиці Чехова. Відома тоді як Північна вулиця.           
Станом на поч. ХХ ст. вулиця прямувала на захід до нинішнього 2-го Новопівнічного провулка, далі продовжувалася по трасі нинішнього 2-го Новопівнічного провулка як забудована вулиця й завершувалася кутком перед садибами Винокуренного провулка. Вулиця мала назву Північна. Тоді Новопівнічною вулицею називався нинішній 1-й Новопівнічний провулок.
Станом на 1941 рік вулиця все ще мала назву Північна. На перехресті з нинішнім 2-м Новопівнічним провулком вулиця роздвоїлася: стара частина вулиці (що сформувалася до поч. ХХ ст.) продовжувалася по трасі нинішнього 2-го Новопівнічного провулка, а нова ділянка вулиці продовжилася на захід та доходила до Старопоштового провулка (нині вулиця Котлеревського). Далі на захід просуванню вулиці заважали садиби Старопоштового й Винокуренного провулків.     
У 1957 — 1963 рр. вулиця продовжилася на захід від нинішньої вулиці Котляревського — до Польського кладовища. Південна сторона забудувалася до 2-го Хмельового провулка. Північна сторона вулиці до кінця 1980-х років була вільною від забудови та була під сільськогосподарським угіддями колгоспу ім. Мічуріна.      
У 1958 році за вулицею закріплено назву Новопівнічна, а колишня Новопівнічна вулиця отримала назву 1-й Новопівнічний провулок. Колишня стара ділянка вулиці Північної отримала назву 2-й Новопівнічний провулок.     
Наприкінці 1980-х років західну частину вулиці реконструйовано і розширено. У 1988 році цю частину Новопівнічної вулиці виділено у нову вулицю Маликова. З північної сторони розпочато забудову багатоповерховими житловими будинками мікрорайону Хмільники.      
Наприкінці 2016 року по Новопівнічній вулиці відкрито тролейбусну лінію у напрямку мікрорайону Хмільники, запроєктовану ще у 1980-х роках. З початку 2017 року по новозбудованій тролейбусній лінії почав курсувати тролейбус за маршрутом № 7, невдовзі додано маршрут № 8.